# خانواده پلیس (فیلم ۱۹۹۵)
خانواده پلیس (به انگلیسی: Family of Cops) یک تله‌فیلم آمریکایی دلهره‌آور محصول سال ۱۹۹۵ میلادی که توسط کمپانی تریمارک پیکچرز منتشر شد. فیلم به کارگردانی تد کاچف با بازی چارلز برانسون، دانیل بالدوین، آنجلا فیدراستون می‌باشند. لوکیشن‌های این فیلم در میلواکی، ویسکانسین، ایالات متحده و تورنتو، انتاریو، کانادا فیلمبرداری شده‌است.

## بازیگران
- چارلز برانسون … پاول فین
- دانیل بالدوین … بن فین
- باربارا ویلیامز … کیت فین
- آنجلا فیدراستون … جکی فین
- سباستین اسپنس … ادی فین